# Irreligie

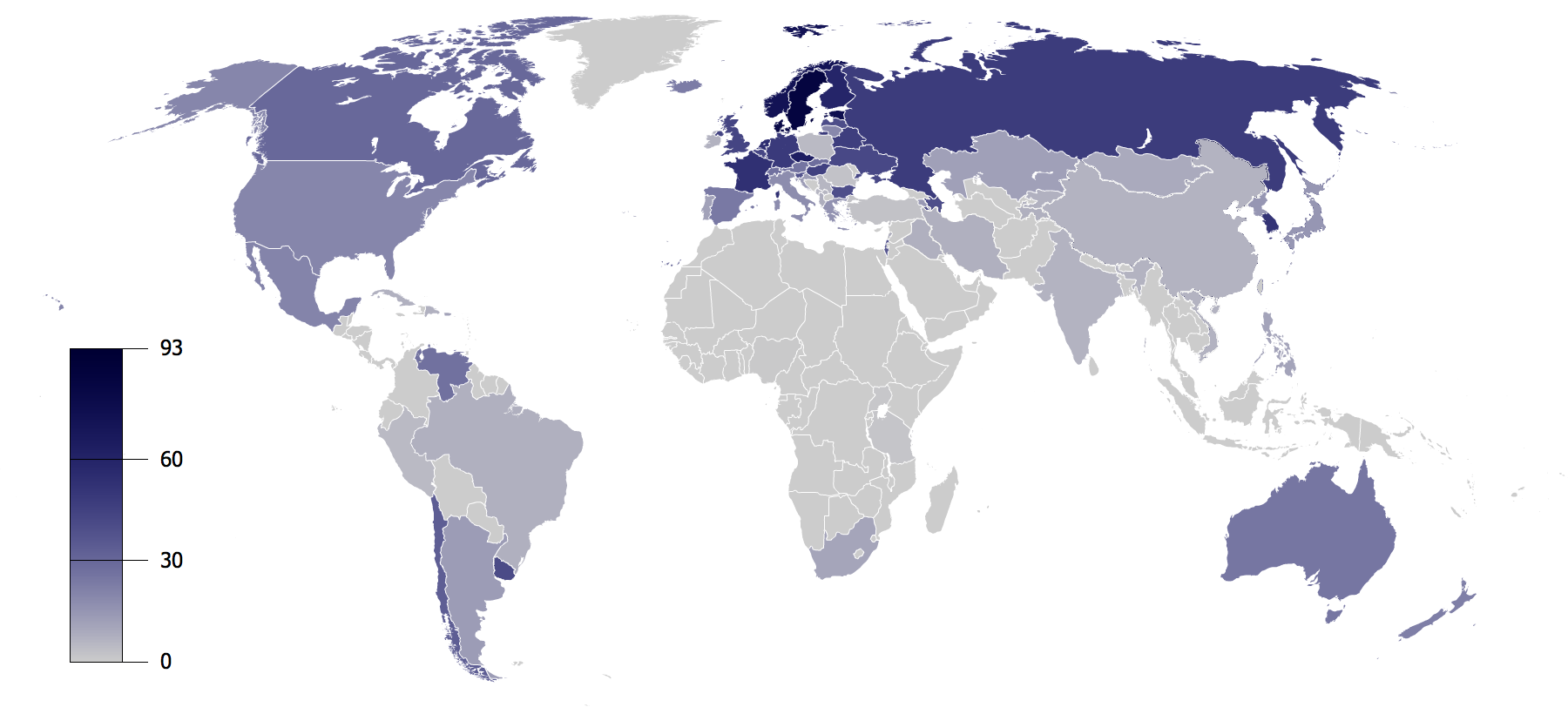
Wereldwijde irreligieuze bevolking (%) volgens Dentsu Institute (2006) en Zuckerman (2005)

Irreligie (bijvoeglijk naamwoord en bijwoord: irreligieus of niet-religieus) is de afwezigheid of verwerping van, of onverschilligheid of vijandigheid jegens, religie.
Irreligie kan sommige vormen van godsgeloof omvatten, afhankelijk van de religieuze context waartegen het wordt gedefinieerd; tijdens de Verlichting in 18e-eeuws Europa was bijvoorbeeld het deïsme het hoogtepunt van irreligie, terwijl in hedendaags Oost-Azië de gemeenschappelijke term voor "irreligion" of "geen religie" (無宗教, Chinese uitspraak wú zōngjiào, Japanse uitspraak mu shūkyō), waarmee de meerderheid van de Oost-Aziatische bevolkingen zichzelf identificeert, impliceert niet-lidmaatschap van een van de geïnstitutionaliseerde religies (zoals het boeddhisme en het christendom) maar niet per se ongeloof in de traditionele volksreligies die tezamen gerepresenteerd worden door het Chinese Shendao en het Japanse Shinto (die allebei betekenen "wegen van de goden").
Volgens de mondiale studie van het Pew Research Center uit 2012 naar de situatie in 230 landen en territoria, rekent 16% van de wereldbevolking zich niet tot een religie en 84% wel. Naar hun verwachtingen zal het aantal niet-religieuzen tot 2060 met meer dan 35 miljoen toenemen, maar hun percentage zal afnemen tot 13% omdat de gehele bevolking harder zal groeien. Dit komt voornamelijk omdat, volgens transculturele studies, religie vruchtbaarheidscijfers stimuleert terwijl secularisme het aantal geboorten tempert.

## Etymologie
De term irreligie is een combinatie van het zelfstandig naamwoord religie en het prefix in-, hetgeen "niet" betekent (vergelijkbaar met irrelevant). De oudste vermelding ervan stamt uit het Frans als irréligion in 1527, daarna in het Engels als irreligion in 1598. Het is door het Nederlands geleend in de 17e eeuw als irreligie, hoewel het onbekend is vanuit welke taal.

## Soorten irreligie
- Seculier humanisme of kortweg humanisme omarmt de menselijke rede, ethiek, democratie, sociale rechtvaardigheid en filosofisch naturalisme, terwijl het expliciet religieuze dogma's, supernaturalisme, pseudowetenschap en bijgeloof verwerpt als de basis voor kennis, moraliteit en besluitvorming. Seculier humanisme stelt dat mensen in staat zijn om ethisch en moreel te zijn zonder een religie of een god.
- Vrijdenkerij of vrijdenken meent dat ieder standpunt over de waarheid moet worden gevormd op grond van logica, de rede en empirisch bewijs in plaats van autoriteit, traditie, openbaring of andere dogma's. Vrijdenkerij is sterk verbonden met een verwerping van traditioneel religieus geloof.
- De uitdrukking "Spiritual but not religious" is gangbaar in de Verenigde Staten om aan te geven dat men georganiseerde religies verwerpt als de enige of meest waardevolle wijze om spirituele groei te bereiken. In tegenstelling tot religie wordt "spiritualiteit" vaak gezien als verbonden met het innerlijk leven van het individu.
- Ietsisme is een in Nederland gangbaar fenomeen waarbij met zegt niet in goden te geloven, maar wel in "iets". Vaak kan of wil men dat "iets" niet verder definiëren, maar vaak heeft het betrekking op een vermeende bovennatuurlijke kracht of entiteit. Die heeft echter weinig of niets te maken met traditionele geïnstitutionaliseerde religieuze concepten zoals een persoonlijke god, waartegen men zich afzet.
- Theologisch noncognitivisme is het argument dat religieuze taal – vooral woorden zoals "God" – cognitief betekenisloos is. Het wordt soms als synoniem met ignosticisme gezien.
- Antitheïsme is oppositie tegen alle vormen van theïsme en vaak religie als geheel. Het kan weerstand tegen georganiseerde religie, religieuze praktijken, religieuze instituten of specifieke vormen van verering of aanbidding van het bovennatuurlijke, al dan niet georganiseerd.
- Atheïsme is het gebrek aan geloof in goden of de verwerping van het geloof dat er goden bestaan, of in nauwere zin is atheïsme het standpunt dat goden niet bestaan.[10]
- Agnosticisme is de opvatting dat het bestaan van God of het goddelijke of het bovennatuurlijke onbekend of onkenbaar is.[11]
- Agnostisch atheïsme is een filosofisch standpunt dat zowel atheïsme als agnosticisme omvat. Agnostische atheïsten zijn atheïstisch omdat ze geen geloof hebben in het bestaan van goden en agnostisch omdat ze menen dat het bestaan van goden ofwel principieel onkenbaar is of momenteel nog niet bekend is.[12]
- Apatheïsme is een houding van apathie jegens het al dan niet bestaan van god(en).[13][14]

## Mensenrechten
In 1993 verklaarde het Mensenrechtencomité van de Verenigde Naties dat Artikel 18 van het Internationaal verdrag inzake burgerrechten en politieke rechten "theïstische, niet-theïstische en atheïstische overtuigingen beschermt en bovendien het recht om geen enkele religie of overtuiging te belijden." Het Comité verklaarde dat "de vrijheid om een religie of overtuiging te hebben of aan te nemen noodzakelijkerwijs de vrijheid omvat om een religie of overtuiging te kiezen, inclusief het recht om de eigen huidige religie of overtuiging te vervangen door een andere of om atheïstische opvattingen te huldigen." Ondertekenaars van het verdrag is het verboden om "dreigementen of fysieke kracht of straffen te gebruiken om gelovigen of ongelovigen te dwingen" hun overtuigingen te verzaken of zich te bekeren.
De meeste westerse democratieën hanteren in hun Grondwet een principe van godsdienstvrijheid, dat grotendeels impliceert dat in de betrokken rechtsstelsels degenen die in geen enkele religie geloven of praktiseren vrijheid van gedachte en geweten wordt gegund. Het concept "godsdienstvrijheid" wordt echter bekritiseerd door filosofen zoals Maarten Boudry, omdat het in de praktijk tot gevolg heeft dat religies een bevoorrechte positie in de samenleving hebben. Zo mogen ouders hun kinderen via religieus onderwijs hun eigen religie opleggen en heeft het kind in feite niet de vrije keuze om te kiezen voor een religie en zo ja, welke dan.
Een opvallende uitzondering op deze ambiguïteit, waarbij irreligie expliciet wordt toegelaten, is artikel 36 van de Grondwet van de Volksrepubliek China (zoals aangenomen in 1982), die verklaart dat "geen enkel staatsorgaan, publieke organisatie of individu burgers mag dwingen om te geloven of niet geloven in welke religie dan ook; noch mogen zij burgers die geloven of niet geloven in welke religie dan ook discrimineren." Artikel 46 van de Chinese Grondwet van 1978 was nog explicieter, waarin stond: "Burgers genieten de vrijheid om te geloven in religie en vrijheid om niet te geloven in religie en om atheïsme te propageren."

## Niet-denominationeel
Een niet-denominationeel (Engels: non-denominational) persoon of organisatie is niet beperkt tot een enkele of specifieke religieuze denominatie, in het Nederlands beter bekend als kerkgenootschap. De term is toegepast in de context van verscheidene religies waaronder het jaïnisme, het bahaigeloof, het zoroastrisme, het Unitaristisch Universalisme, het heidendom, het christendom, de islam, het jodendom, het hindoeïsme, het boeddhisme en wicca.

## Demografie

### Definitiekwesties
Niet-religieus zijn is niet per se hetzelfde als atheïst of agnost zijn. Pew Research Centers mondiale studie van 2012 merkte op dat veel van de niet-religieuzen in feite enkele religieuze opvattingen huldigen. Zo observeerden ze dat "geloof in God of een hogere macht wordt gedeeld door 7% van de ongeaffilieerde Chinese volwassenen, 30% van de ongeaffilieerde Franse volwassenen en 68% van de ongeaffilieerde Amerikaanse volwassenen."
Hoewel 11 landen die hieronder worden opgesomd irreligieuze meerderheden hebben, betekent dat nog niet per se dat de meerderheid van dier bevolkingen niet tot enige religieuze groep behoort. Zo was anno 2012 bijvoorbeeld 68% van de Zweedse bevolking officieel lid van de lutherse Zweedse Kerk, (een fenomeen bekend als "belonging without believing") terwijl 59% van de Albanezen zichzelf religieus noemde zonder lid te zijn van een religieuze organisatie ("believing without belonging"). Hoewel Scandinavische staten behoren tot de hoogste percentages van irreligiositeit en zelfs atheïsme in Europa, is 47% van de atheïsten woonachtig in die landen nog steeds lid van de nationale kerken.
Verschillende landen hebben ook verschillende begrippen om irreligie aan te duiden. Deze zijn vergelijkbaar, maar betekenen vaak niet helemaal hetzelfde, hetgeen het moeilijk maakt om bevolkingen onderling te vergelijken.
- Nederlandse statistische instituten zoals het Centraal Bureau voor de Statistiek en Sociaal en Cultureel Planbureau gebruiken voor irreligie vaak de term geen gezindte.
- In België is vrijzinnigheid het meest gebruikelijke verzamelbegrip voor onkerkelijken, ongelovigen, humanisten, vrijdenkers en anderen; het begrip atheïsme is minder gangbaar.
- In Duitsland is de term konfessionslos in zwang om irreligieuzen aan te duiden.
- In de Verenigde Staten wordt soms de term nones (letterlijk: "genen") gehanteerd om te verwijzen naar zij die niet geaffilieerd zijn met een georganiseerde religie. Dit gebruik komt voort uit enquêtes over religieuze affiliatie, waarbij None of None of the above ("Geen" of "Geen van bovenstaande") doorgaans de laatste optie is voor wie zich niet kan vinden alle andere opties erboven. Omdat deze status verwijst naar een gebrek aan organisatorische affiliatie in plaats van gebrek aan persoonlijk geloof, is het een specifieker concept dan irreligie. Een Gallup-peiling van 2015 concludeerde dat in de Verenigde Staten de "nones" de enige "religieuze" groep was die groeide als percentage van de bevolking.[37]

### Statistieken en prognoses
Volgens de mondiale studie van het Pew Research Center uit 2012 naar de situatie in 230 landen en territoria, rekent 16% van de wereldbevolking zich niet tot een religie en 84% wel. Een rapport van Worldwide Independent Network/Gallup International Association (WIN/GIA) uit 2012 over een enquête in 57 landen meldde dat 59% van de wereldbevolking zichzelf een religieus persoon noemde, 23% niet als een religieus persoon en 13% als "overtuigd atheïst"; dit was een afname van 9% "religieuzen" vergeleken met het gemiddelde uit 2005 gemeten in 39 landen. Uit hun vervolgrapport gebaseerd op een peiling uit 2015 bleek dat 63% van de planeet zichzelf als religieus beschouwde, 22% als niet-religieus en 11% "overtuigd atheïst". Het rapport van 2017 vond 62% religieuzen, 25% niet-religieuzen en 9% "overtuigde atheïsten". Echter hebben onderzoekers voorzichtigheid geadviseerd met betrekking tot de WIN/Gallup-cijfers, omdat andere enquêtes die dezelfde formulering gebruiken en decennialang regelmatig zijn gehouden met een grotere sample size (zoals de World Values Survey) consistent lagere percentages voor atheïsten wereldwijd hebben gegeven.
Van de mondiale irreligieuze bevolking is 76% woonachtig in Azië en de Grote Oceaan, terwijl de rest woont in Europa (12%), Noord-Amerika (5%), Latijns-Amerika en de Caraïben (4%), Sub-Saharaans Afrika (2%) en het Midden-Oosten en Noord-Afrika (minder dan 1%).
Volgens een wereldprognosestudie van Pew uit 2015 over religie en irreligie zal tussen 2010 en 2050 het aantal ongeaffilieerden aanvankelijk toenemen, gevolgd door een afname tegen 2050 vanwege de lagere wereldwijde vruchtbaarheidscijfers onder deze bevolkingsgroep. Socioloog Phil Zuckermans mondiale studies over atheïsme hebben aangetoond dat atheïsme wereldwijd af lijkt te nemen omdat overwegend irreligieuze landen de laagste geboortecijfers ter wereld hebben en overwegend religieuze landen over het algemeen meer geboorten.
| Land                | % irreligieus | Bron                 |
| ------------------- | ------------- | -------------------- |
| Tsjechië            | 75            | [ 44 ]               |
| Estland             | 70            | [ 45 ]               |
| Nederland           | 68            | [ 46 ]               |
| Vietnam             | 63            | [ 45 ] [ 47 ]        |
| Denemarken          | 61            | [ 45 ]               |
| Duitsland           | 59            | [ 48 ]               |
| Zweden              | 54            | [ 45 ]               |
| Verenigd Koninkrijk | 53            | [ 49 ]               |
| Albanië             | 52            | [ 50 ] [ 51 ] [ 52 ] |
| Japan               | 52            | [ 45 ]               |
| Azerbeidzjan        | 51            | [ 53 ]               |
| China               | 51            | [ 45 ] [ 47 ] [ 54 ] |
| Uruguay             | 47            | [ 55 ]               |
| Frankrijk           | 44            | [ 45 ]               |
| Cuba                | 44            | [ 56 ]               |
| Rusland             | 44            | [ 47 ]               |
| Wit-Rusland         | 44            | [ 47 ]               |
| Zuid-Korea          | 43            | [ 47 ] [ 57 ]        |
| Finland             | 43            | [ 45 ]               |
| Hongarije           | 43            | [ 47 ]               |
| IJsland             | 42            | [ 58 ]               |
| Nieuw-Zeeland       | 42            | [ 59 ]               |
| Letland             | 41            | [ 47 ]               |
| Chili               | 38            | [ 60 ]               |
| België              | 35            | [ 47 ]               |
| Australië           | 30            | [ 61 ]               |
| Luxemburg           | 30            | [ 47 ]               |
| Slovenië            | 30            | [ 47 ]               |
| Spanje              | 29            | [ 62 ]               |
| Zwitserland         | 24            | [ 63 ]               |
| Canada              | 24            | [ 64 ]               |
| Slowakije           | 23            | [ 47 ]               |
| Verenigde Staten    | 23            | [ 65 ]               |
| Argentinië          | 21            | [ 66 ]               |
| Botswana            | 21            | [ 67 ]               |
| Jamaica             | 21            | [ 68 ]               |
| Litouwen            | 19            | [ 47 ]               |
| El Salvador         | 19            | [ 69 ]               |
| Singapore           | 19            | [ 70 ]               |
| Italië              | 18            | [ 47 ]               |
| Oekraïne            | 16            | [ 71 ]               |
| Nicaragua           | 16            | [ 72 ]               |
| Belize              | 16            | [ 73 ]               |
| Zuid-Afrika         | 15            | [ 74 ]               |
| Kroatië             | 13            | [ 47 ]               |
| Guatemala           | 13            | [ 75 ]               |
| Oostenrijk          | 12            | [ 47 ]               |
| Portugal            | 11            | [ 47 ]               |
| Costa Rica          | 11            | [ 76 ]               |
| Bulgarije           | 11            | [ 47 ]               |
| Filipijnen          | 11            | [ 47 ]               |
| Colombia            | 11            | [ 77 ]               |
| Suriname            | 10            | [ 78 ]               |
| Honduras            | 9             | [ 77 ]               |
| Brazilië            | 8             | [ 79 ]               |
| Ecuador             | 8             | [ 80 ]               |
| Peru                | 8             | [ 81 ]               |
| Ierland             | 7             | [ 82 ] [ 83 ]        |
| Mexico              | 7             | [ 77 ]               |
| India               | 7             | [ 47 ]               |
| Venezuela           | 6             | [ 77 ]               |
| Servië              | 6             | [ 47 ]               |
| Polen               | 5             | [ 47 ]               |
| Bolivia             | 5             | [ 84 ]               |
| Griekenland         | 4             | [ 47 ]               |
| Montenegro          | 3             | [ 85 ]               |
| Panama              | 3             | [ 86 ]               |
| Turkije             | 3             | [ 47 ]               |
| Roemenië            | 2             | [ 47 ]               |
| Puerto Rico         | 2             | [ 47 ]               |
| Tanzania            | 2             | [ 47 ]               |
| Paraguay            | 2             | [ 87 ]               |
| Malta               | 1             | [ 47 ]               |
| Iran                | 1             | [ 47 ]               |
| Oeganda             | 1             | [ 47 ]               |
| Nigeria             | 1             | [ 47 ]               |
| Thailand            | 1             | [ 88 ]               |
| Bangladesh          | 1             | [ 47 ]               |

## Verder lezen
- Coleman, Thomas J.; Hood Jr, Ralph W.; Shook, John R.  (2015). An Introduction to Atheism, Secularity, and Science. Gearchiveerd op 27 juni 2018. Science, Religion and Culture  2 (3): 1–14. DOI:10.17582/journal.src/2015/2.3.1.14.
- Coleman, Thomas J.; Hood, Ralph W.; Streib, Heinz  (2018). An introduction to atheism, agnosticism, and nonreligious worldviews. Psychology of Religion and Spirituality  10 (3): 203–206. DOI:10.1037/rel0000213.
- John Allen Paulos (2009). Irreligion: A Mathematician Explains Why the Arguments for God Just Don't Add Up. Macmillan. ISBN 978-0-8090-5918-8.
- Richard Henry Popkin, Arie Johan Vanderjagt (1993). Scepticism and irreligion in the seventeenth and eighteenth centuries. Brill. ISBN 978-90-04-09596-0.
- Eric Wright (2010). Irreligion: Thought, Rationale, History. BiblioBazaar. ISBN 978-1-171-06863-1.